# Philip Larsen
Philip Larsen (ur. 7 grudnia 1989 w Esbjerg) – duński hokeista. Reprezentant Danii.

## Kariera
- Esbjerg U20 (2004–2005)
- Rögle J20 (2005–2006)
- Rögle BK (2005–2006)
- Frölunda J18 (2006–2007)
- Frölunda J20 (2006–2008)
- Frölunda HC (2007–2010)
- Borås HC (2008)
- Dallas Stars (2010–2013)
  -  Texas Stars (2010–2011)
  -  Lukko (2012–2013)
- Edmonton Oilers (2013–2014)
  -  Oklahoma City Barons (2013)
- Jugra Chanty-Mansyjsk (2014-2015)
- Jokerit (2015-2016)
- Vancouver Canucks (2016-2017)
- Saławat Jułajew Ufa (2017-2022)
- Esbjerg Energy (2022-)

Wychowanek Rødovre IK. W drafcie NHL z 2008 został wybrany przez Dallas Stars. Zawodnikiem klubu został formalnie w kwietniu 2009, natomiast w drużynie zadebiutował w końcówce sezonu NHL (2009/2010) w kwietniu 2010. Od tego czasu w latach 2010–2011 był wielokrotnie tymczasowo przekazywany do klubu farmerskiego Texas Stars. W lipcu 2012 przedłużył kontrakt z klubem o dwa lata. Od września 2012 do stycznia 2013 na okres lokautu w sezonie NHL (2012/2013) związany kontraktem z fińskim klubem Lukko. Od lipca 2013 zawodnik Edmonton Oilers. W październiku 2013 został przekazany do drużyny farmerskiej Oklahoma City Barons. Od końca maja 2014 zawodnik rosyjskiego klubu Jugra Chanty-Mansyjsk. Od maja 2015 zawodnik Jokeritu. W lutym 2016 prawa zawodnicze Larsena w ramach ligi NHL wykupił od Edmonton Oilers inny kanadyjski klub Vancouver Canucks na sezon NHL (2016/2017). Od lipca 2016 zawodnik Vancouver Canucks. Od kwietnia 2017 zawodnik rosyjskiego Saławatu Jułajew Ufa. Po rozpoczęciu inwazji Rosji na Ukrainę na początku marca 2022 tj. na początku fazy play-off w sezonie KHL (2021/2022) odszedł z klubu (podobnie jak wszyscy nierosyjscy zawodnicy drużyny), a jego kontrakt został rozwiązany za obopólną zgodą. W czerwcu 2022 został zawodnikiem macierzystego Esbjerg Energy.
Uczestniczył w turniejach mistrzostw świata w 2009, 2010, 2012, 2014, 2018.

## Sukcesy
Indywidualne
- Mistrzostwa świata do lat 18 w hokeju na lodzie mężczyzn 2006#I Dywizja Grupa B:
  - Najlepszy obrońca turnieju[15]
- Mistrzostwa Świata w Hokeju na Lodzie 2012/Elita:
  - Jeden z trzech najlepszych zawodników reprezentacji
- KHL (2015/2016):
  - Drugie miejsce w klasyfikacji strzelców wśród obrońców sezonie zasadniczym: 11 goli
  - Piąte miejsce w klasyfikacji asystentów wśród obrońców sezonie zasadniczym: 25 asyst
  - Piąte miejsce w klasyfikacji kanadyjskiej wśród obrońców sezonie zasadniczym: 36 punktów
  - Trzecie miejsce w klasyfikacji strzelców wśród obrońców w fazie play-off: 3 gole
- KHL (2017/2018):
  - Najlepszy obrońca miesiąca - styczeń 2018[16]
  - Czwarte miejsce w klasyfikacji strzelców wśród obrońców w sezonie zasadniczym: 11 goli
  - Trzecie miejsce w klasyfikacji asystentów wśród obrońców sezonie zasadniczym: 27 asyst
  - Pierwsze miejsce w klasyfikacji kanadyjskiej wśród obrońców sezonie zasadniczym: 38 punktów
- KHL (2018/2019):
  - Czwarte miejsce w klasyfikacji asystentów wśród obrońców w fazie play-off: 5 asyst
  - Drugie miejsce w klasyfikacji średniego czasu gry w meczu wśród obrońców w fazie play-off: 26,54 min.
- KHL (2019/2020):
  - Najlepszy obrońca etapu - ćwierćfinały konferencji[17]
- KHL (2020/2021):
  - Piąte miejsce w klasyfikacji strzelców wśród obrońców w sezonie zasadniczym: 10 goli
  - Czwarte miejsce w klasyfikacji asystentów wśród obrońców sezonie zasadniczym: 25 asyst
  - Szóste miejsce w punktacji kanadyjskiej wśród obrońców w sezonie zasadniczym: 35 punktów

Wyróżnienia
- Najlepszy obrońca w Danii: 2014